# Galway City Museum

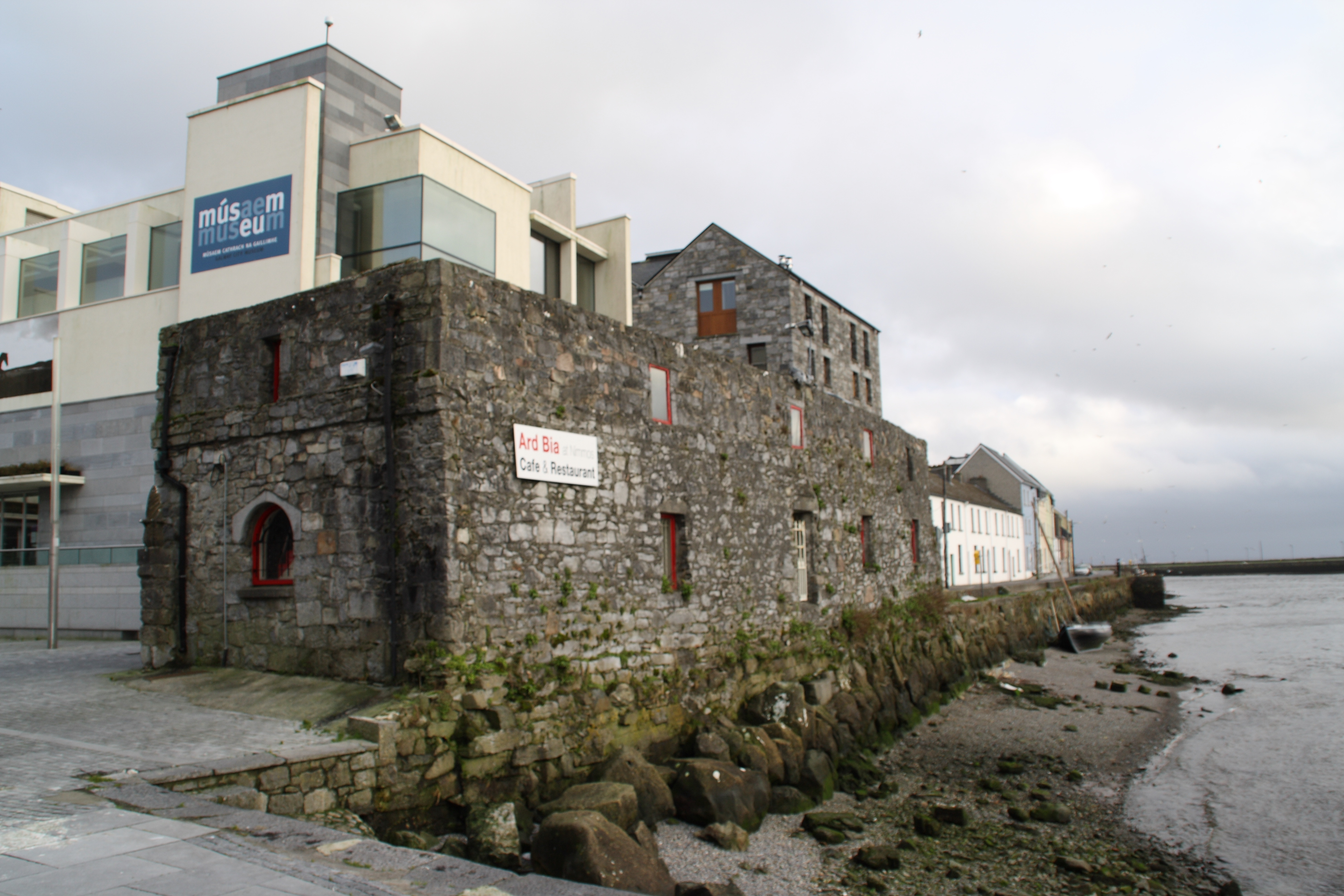
Vista general del Galway city museum

El Galway City Museum (en gaèlic irlandès, Músaem Cathrach na Gaillimhe) és un museu que es troba a la ciutat de Galway, Comtat de Galway, Irlanda. Va ser fundat el juliol de 2006, i està situat al costat de l'Arc espanyol de Galway.